# Súper Hentai
Súper Hentai (29 de noviembre de 1977) es un luchador profesional estadounidense que actualmente trabaja para International Wrestling Cartel.

## En lucha
- Movimientos finales y de firma
  - Acacia Avenue Driver
  - Aces High
  - Full Moon Plex
  - Howling Fury
  - Ides Of March
  - Iron Maiden
  - Triple Knees
- Apodos
  - "Kamikaze Daredevil"
  - fatal violation

## Campeonatos y logros
- Championship Wrestling Federation
  - CWF Tag Team Championship (1 vez) - con Devil Bhudakahn
- Cleveland All-Pro Wrestling
  - CAPW Junior Heavyweight Championship (1 vez)
- International Wrestling Cartel
  - IWC Super Indy Championship (4 veces)
  - IWC Television Championship (1 vez)
  - CWF Tag Team Championship (1 vez) - con Sebastian Dark
  - Super Indy Tournament (2002, 2009)
- Pittsburgh Wrestling League
  - PWL Three Rivers Championship (1 vez)
- Pro Wrestling Xpress
  - PWX Three Rivers Championship (1 vez)